# 3598 Сосьє
3598 Сосьє (3598 Saucier) — астероїд головного поясу, відкритий 18 травня 1977 року.
Тіссеранів параметр щодо Юпітера — 3,193.